# Masacre de las Fosas Ardeatinas
La masacre de las fosas Ardeatinas (24 de marzo de 1944) consistió en el asesinato de 335 civiles italianos por las tropas de ocupación nazi en Roma.

## Historia
La matanza fue una represalia nazi, ordenada en persona por Hitler, a raíz de un ataque del grupo partisano GAP (Gruppi d'Azione Patriottica) el 23 de marzo de 1944 en Roma, Vía Rasella. El blanco había sido la 11.ª compañía del 3.er batallón del Polizeiregiment Bozen (también Polizeiregiment Südtirol), conformado en octubre de 1943 con italianos germanohablantes de la norteña provincia de Bolzano (Bozen en alemán). Muchos eran veteranos del ejército italiano en el frente ruso que optaron por enrolarse en la Policía antes que regresar a Rusia con la Wehrmacht.
En el ataque, 18 partisanos emplearon un explosivo casero con 12 kg de TNT empaquetados en una caja de acero insertada en una bolsa con caños rellenos por 6 kg de TNT, escondido en un carrito de basura y puesta en posición por un partisano disfrazado de barrendero, mientras otros actuaban como vigías. El detonador se encendió 40 segundos antes de que los policías llegasen.
La explosión mató al instante a 28 policías (tres más morirían en días posteriores) y dos civiles italianos. Los partisanos, algunos de los cuales arrojaron bombas de mano a los soldados o dispararon sobre ellos, lograron huir indemnes entre los transeúntes.
Como represalia, Hitler mandó a ejecutar diez italianos por alemán muerto, aunque al final se redondeó la suma a 335 civiles. La matanza fue dirigida por Herbert Kappler, comandante de la Gestapo en Roma, responsable de la redada del gueto judío en 1943 y de las torturas contra los partisanos en la cárcel de Vía Tasso, quien confeccionó una lista que se realizó con presos condenados a muerte en espera de ejecución, presos en espera de juicio pero cuya sentencia conllevaría la pena de muerte, 75 judíos detenidos en espera de recibirse la orden de deportación a campos de exterminio y personas acusadas de terrorismo pero dejadas en libertad por falta de pruebas. Los presos se encontraban en diversas cárceles romanas que dependían del mando militar alemán, de las SS, del gobierno italiano y de una formación paramilitar fascista.
El 24 de marzo, el capitán Erich Priebke y Karl Hass, también de la SS, con camiones facilitados por el ejército alemán, llevaron a los seleccionados a las Fosas Ardeatinas, unas minas abandonadas en el extrarradio de Roma, y los introducían en ellas en grupos de cinco, ejecutándolos con tiros en la nuca. Dinamiteros del ejército alemán sellaron a continuación las entradas a las minas. Después de la guerra, las fosas fueron convertidas en un santuario.

## Responsabilidades

### Kappler
Kappler fue enjuiciado, condenado por un tribunal italiano y enviado a prisión. Enfermo de cáncer, logró fugarse del hospital militar del Celio escondido en una maleta, pocos meses antes de morir.

### Priebke
El principal colaborador de Kappler en la masacre, el capitán de las SS Erich Priebke, huyó a Austria primero y Argentina después, residió en Bariloche, donde fue un destacado miembro de la comunidad alemana, hasta su arresto en 1995. Extraditado a Italia, fue enjuiciado y absuelto, debido a que el tribunal consideró que sus crímenes habían prescrito (vencido por el plazo del tiempo). Pero el Tribunal Supremo anuló la sentencia y ordenó un nuevo juicio en el cual fue condenado a cadena perpetua. Debido a su avanzada edad y a las leyes italianas cumplió su condena en arresto domiciliario hasta su muerte en 2013. Priebke recordó que antes de 1944, su superior les avisó de que no podían oponerse por tratarse de "órdenes directas de Hitler".

### El silencio del Papa
El papa Pío XII de la Iglesia católica, con sede en Roma, quien por sus contactos con las SS conocía la decisión de efectuar la masacre, ha sido criticado por su pasividad y por no solicitar una postergación de los fusilamientos, dada sus canales de comunicación con las SS, su cargo de sumo pontífice y el poder que tenía sobre las actividades militares alemanas, con la esperanza de que la demora calmara los ánimos de venganza o permitiera la conquista de Roma por los Aliados.